# Lestes quercifolia
Lestes quercifolia – gatunek ważki z rodziny pałątkowatych (Lestidae). Występuje w Indonezji (na Celebesie) i na Filipinach.